# Інтеграл
Інтегра́л (від лат. integer — цілий) — узагальнення поняття суми нескінченного числа нескінченно малих доданків. Одне з найважливіших понять математичного аналізу, центральне поняття інтегрального числення, застосовується для розв'язання задач:
- обчислення площі під кривою;
- пройденого шляху за нерівномірного руху;
- маси неоднорідного тіла, і таке інше;
- відновлення функції за її похідною (невизначений інтеграл).

Визначений інтеграл дорівнює площі криволінійної фігури, обмеженої кривою

Ви́значений інтегра́л — у математичному аналізі це інтеграл функції з вказаною областю інтегрування. Визначений інтеграл є неперервним функціоналом, лінійним по підінтегральних функціях і адитивним по області інтегрування. У найпростішому випадку область інтегрування — це відрізок числової осі. Геометричний зміст визначеного інтеграла — це площа криволінійної фігури (криволінійної трапеції), обмеженої віссю абсцис, двома вертикалями на краях відрізка і кривою графіка функції.
Подальші узагальнення поняття дозволяють розширити його на кратні, поверхневі, об'ємні інтеграли, а також на інтеграли на об'єктах ширшої природи з мірою. Існує кілька різновидів визначених інтегралів: інтеграл Рімана, інтеграл Лебега, інтеграл Стілтьєса, інтеграл Даніелла тощо.

## Невизначений інтеграл
Нехай дано функцію {\displaystyle f(x)} — функцію дійсної змінної. Неви́значеним інтегра́лом функції {\displaystyle f(x)}, або первісною, називають таку функцію {\displaystyle F(x)}, похідна якої дорівнює {\displaystyle f(x)}, тобто, {\displaystyle F'(x)=f(x)}. Позначається це так: {\displaystyle \int f(x)\,{\rm {d}}x=F(x)}. Слід зазначити, що первісна існує не для будь-якої функції. Легко бачити, що первісна існує для будь-якої неперервної функції. Оскільки похідні двох функцій, які відрізняються лише на сталу, збігаються, під час обчислення невизначеного інтеграла додають невизначену сталу {\displaystyle C}, наприклад
{\displaystyle \int x^{2}\,{\rm {d}}x={\frac {x^{3}}{3}}+C,\qquad \int \cos x\,{\rm {d}}x=\sin x+C.}
Основна теорема диференціального та інтегрального числення, надає відомості про те, як визначені інтеграли можна обчислити за допомогою невизначених інтегралів.
З цього погляду, інтеграція та диференціація, є зворотними одна одній. На відміну від диференціювання, не існує простого алгоритму (чіткої послідовності дій) інтегрування, навіть елементарних функцій і алгоритму, який охоплює всі можливі випадки. Інтегрування вимагає навченого вгадування, використання особливих перетворень (інтегрування підстановкою, інтегрування частинами), пошуку інтегральної таблиці або використання певного комп’ютерного програмного забезпечення. Інтегрування часто виконується лише приблизно, за допомогою чисельного інтегрування.

## Інтегрування

Що таке інтеграл (анімація)

Процес обчислення інтеграла називається інтегрува́нням. Ця дія, зазвичай використовується під час обчислення таких величин як площа, об'єм, маса, зсув тощо, коли задана швидкість або розподіл змін цієї величини до деякої іншої величини (розташування, час тощо).
Існує декілька різних визначень операції інтегрування, що відрізняються в технічних деталях. Проте всі вони сумісні, тобто будь-які два способи інтегрування, якщо їх можна застосувати до даної функції, дадуть той самий підсумок.
Інтегрування — операція, обернена до диференціювання, див. основна теорема аналізу. У результаті невизначеного інтегрування виходить функція, яка називається первісною. Першим інтегралом є число (або, принаймні, незалежна від змінної інтегрування частина).

## Історія

### Інтеграл у давнину
Інтеграція простежується ще в давньому Єгипті, приблизно в 1800 до н. е.. Першим відомим способом для розрахунку інтегралів, є метод вичерпування Евдокса (приблизно 370 до н. е.), який намагався обчислити площі та об'єми, розриваючи їх на нескінченну безліч частин, для яких площа або об'єм уже відомий. Цей метод був підхоплений і розвинутий Архімедом, і використовувався для розрахунку площ парабол і наближеного розрахунку площі круга. Подібні способи були розроблені незалежно, в Китаї в 3-му столітті н. е Лю Хуейєм, який використовував їх для обчислення площі круга. Цей метод був згодом використаний Цзу Чунчжи для розрахунку об'єму сфери.

### Ньютон і Лейбніц
Основне досягнення в галузі інтегрування відбулося в 17-му столітті з відкриттям фундаментальної теореми числення (відомої як формула Ньютона — Ляйбніца) Ньютоном і Ляйбніцом, незалежно один від одного. Теорема встановлює зв'язок між інтегруванням і диференціюванням. Зокрема, основоположна теорема числення, дозволила розв'язувати ширший клас задач. Ньютон і Ляйбніц створили комплексну математичну теорію, що є не менш важливим. Ця теорія має назву — числення нескінченно малих величин, і дозволила здійснювати точний аналіз безперервних функцій. Ці засадничі роботи, зрештою стали сучасним численням, у якому була використана нотація для інтегралів, що безпосередньо спирається на роботи Лейбніца.
Знак інтеграла (∫) був уперше використаний Ляйбніцом наприкінці XVII століття.
Це позначення, утворилося з букви ſ («довга s») — скорочення слова лат. ſumma (summa, сума).

## Формальні визначення
Існує багато способів формального визначення інтеграла, і не всі з них є еквівалентними один одному. Існують відмінності, що переважно пов'язані з різними особливими випадками, які можуть бути не інтегровані в межах якихось визначень. Найбільш поширеними й загальними визначеннями інтеграла є ітеграл Рімана та інтеграл Лебега.

### Інтеграл Рімана
Інтеграл Рімана — найпростіший з визначених інтегралів, є границею інтегральної суми. Для функції однієї змінної {\displaystyle f(x)}, визначеній на відрізку {\displaystyle [a,b]} та певного розбиття {\displaystyle R} цього відрізка на відрізки {\displaystyle [x_{i},x_{i+1}]} інтегральна сума визнається як
{\displaystyle \sigma _{x}=\sum \limits _{i=1}^{n}{f(\xi _{i})\Delta x_{i}},}
де {\displaystyle x_{i}\leq \xi _{i}\leq x_{i+1}} — будь-яка точка з відрізка.
Якщо існує границя таких сум за прямування найбільшої довжини відрізка {\displaystyle [x_{i},x_{i+1}]} до нуля, то функція {\displaystyle f(x)} називається інтегрованою, а границя інтегральної суми називається інтегралом Рімана функції на відрізку {\displaystyle [a,b]} і позначається
{\displaystyle I=\int _{a}^{b}f(x)dx}.
Інтеграл Рімана можна також визначити як границю сум Дарбу.
Інші визначення інтеграла розширюють клас інтегрованих функцій, залучаючи в них функції, для яких границі інтегральних сум не існує.

## Властивості

### Лінійний функціонал
На певній області визначення {\displaystyle D} інтеграл є лінійним функціоналом на просторі функцій:
{\displaystyle ~\int _{D}af=a\int _{D}f}
{\displaystyle ~\int _{D}f+g=\int _{D}f+\int _{D}g}
тут {\displaystyle ~f} і {\displaystyle ~g} — функції, {\displaystyle ~a} — число.

### Адитивність по області
Якщо області {\displaystyle D} та {\displaystyle E} не перетинаються (або «перетинаються в точці»), інтеграл по об'єднаній області {\displaystyle D\cup E} є сумою інтегралів по {\displaystyle D} та {\displaystyle E}:
{\displaystyle ~\int _{D\cup E}f=\int _{D}f+\int _{E}f}

### Монотонність
Якщо {\displaystyle h_{n}(x)} незростаюча послідовність (тобто {\displaystyle h_{1}\geq \cdots \geq h_{k}\geq \cdots }) функцій, які збігаються до нуля для всіх {\displaystyle x} на області інтегрування, тоді {\displaystyle \int h_{n}\to 0}.

### Нормованість
Інтеграл сталої функції-константи {\displaystyle ~f(x)=C} розраховується «як площа прямокутника»
{\displaystyle ~\int _{D}C=\mu (D)C}
де {\displaystyle \mu (D)} — це «міра» області інтегрування, у простішому випадку просто довжина інтервалу, або ж «площа» області інтегрування.

## Головна теорема інтегрального числення
Якщо у функції {\displaystyle f(x)} на відрізку {\displaystyle [a,b]} існує первісна {\displaystyle F(x)}, то
{\displaystyle I=\int _{a}^{b}f(x)dx=F(b)-F(a)}
Ця формула називається формулою Ньютона — Ляйбніца, або основною формулою інтегрального числення. Вона дає прикладний і зручний спосіб обчислення визначеного інтеграла за значеннями первісної на кінцях відрізка інтегрування. Багатовимірні інтеграли обчислюються за допомогою теореми про зведення кратних інтегралів до повторного.

## Узагальнення визначеного інтеграла

### Невласний інтеграл

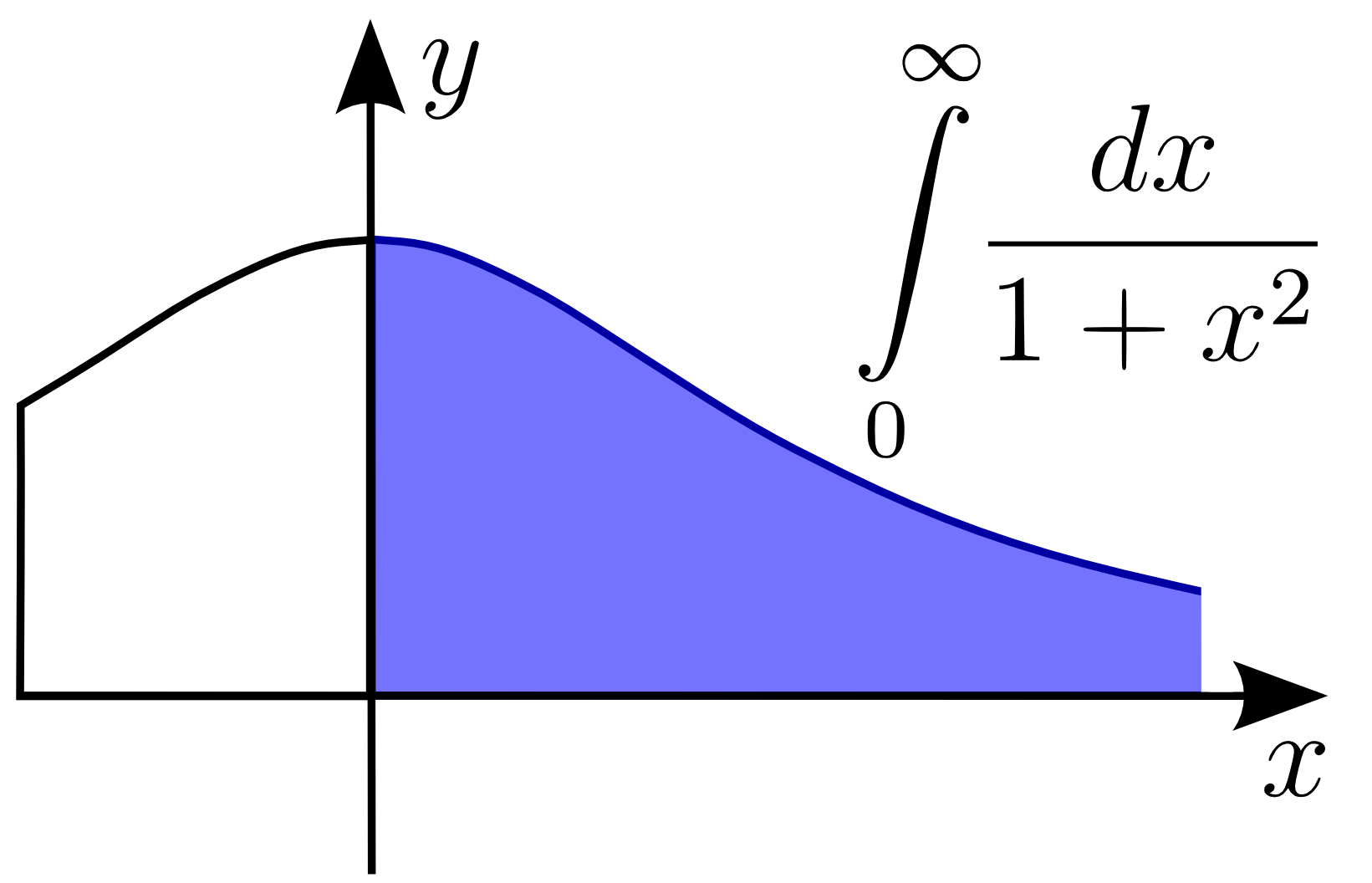
Інтеграл «першого роду» на необмеженій області визначення

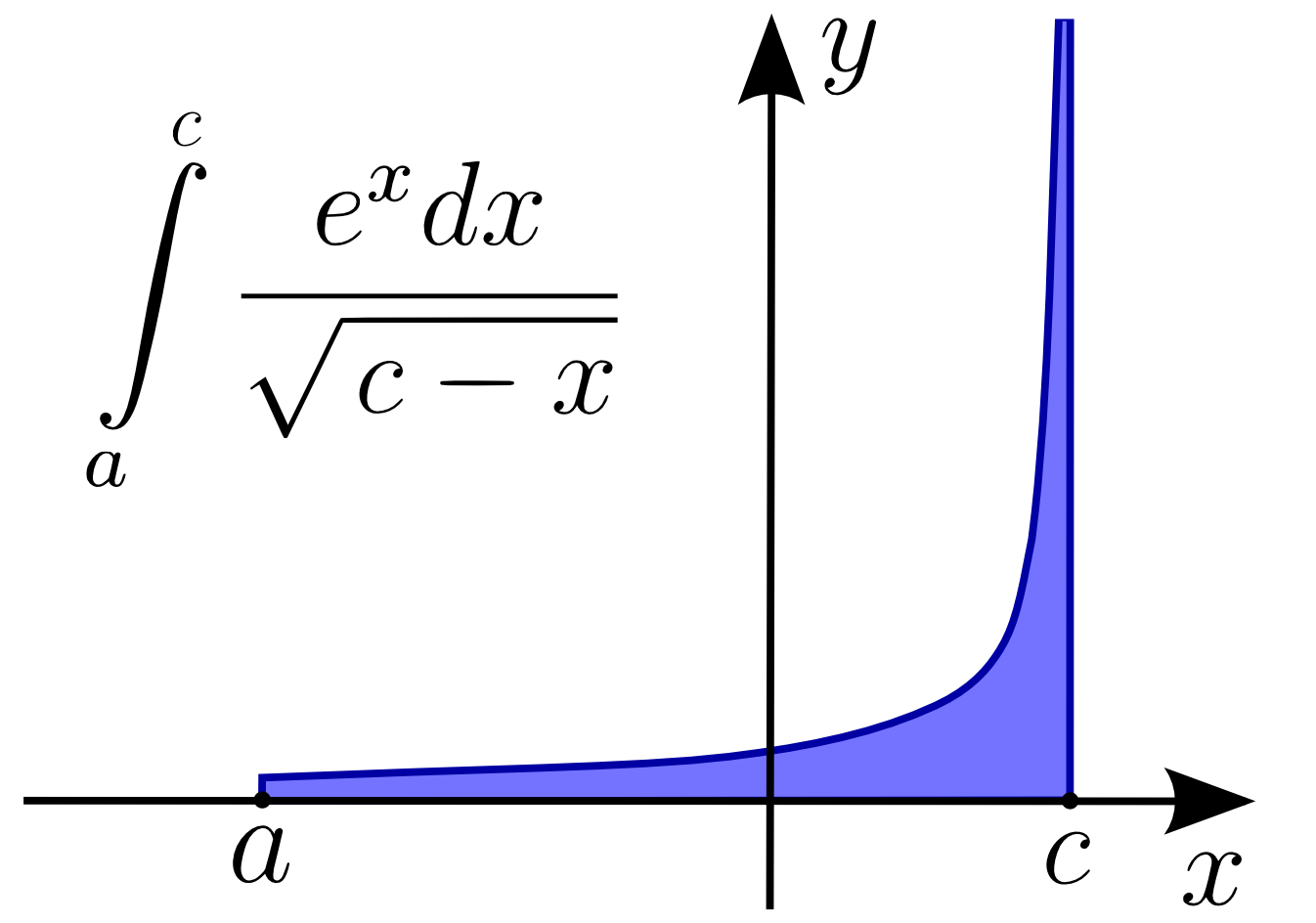
Інтеграл «другого роду» від необмеженої функції

Невласний інтеграл є розширенням поняття визначеного інтеграла; він дозволяє в деяких випадках обраховувати «інтеграл на нескінченості» або «інтеграл від необмеженої функції». У математичному аналізі невласним інтегралом називають границю послідовності визначених інтегралів, коли інтервал інтегрування збільшується до нескінченості, або коли інтервал наближається до особливої точки інтегрованої функції, де та йде в нескінченість.
Невласним інтегралом «першого роду» {\displaystyle \int \limits _{a}^{+\infty }f(x)dx} називається границя {\displaystyle \lim _{A\to +\infty }\int \limits _{a}^{A}f(x)dx}, якщо вона існує.
Невласний інтеграл «другого роду» дозволяє в деяких випадках визначити «інтеграл від функції, необмеженої на інтервалі». А саме, нехай функція {\displaystyle f(x)} визначена на {\displaystyle (a,b]}, і для кожного малого {\displaystyle \delta >0} існують інтеграли {\displaystyle \int \limits _{a+\delta }^{b}f(x)dx={I}(\delta )}. Тоді якщо існує дійсна границя {\displaystyle \lim _{\delta \to 0+0}I(\delta )=I}, то вона зветься невласним інтегралом «другого роду».

### Кратний інтеграл

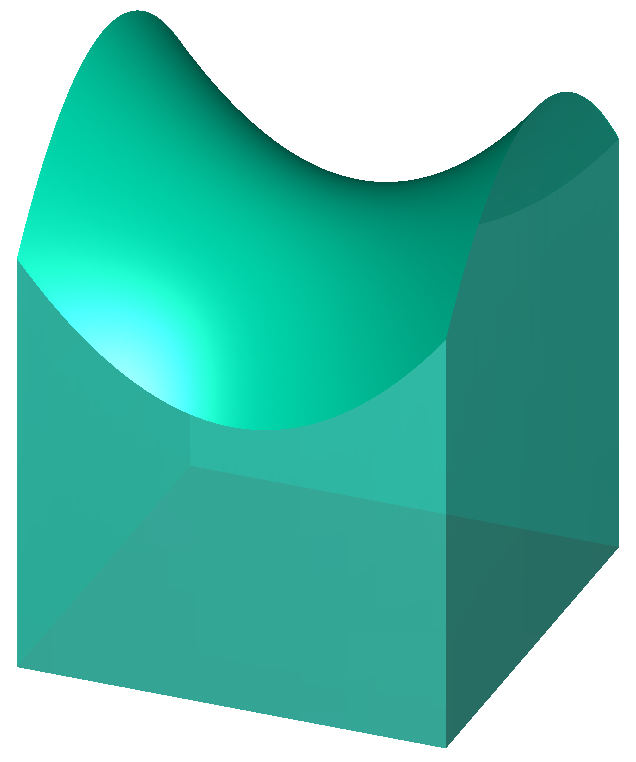
Подвійний інтеграл як об'єм під поверхнею. Прямокутна ділянка в основі тіла є областю інтегрування, а поверхня графіка функції двох змінних, буде інтегруватися

Кратний інтеграл або ж багатократний інтеграл степеня n, це визначений інтеграл по n змінних з функції n змінних:
{\displaystyle \int \int \int \cdots \int f(x_{1},x_{2},x_{3},\cdots x_{n})\;dx_{1}\;dx_{2}\;dx_{3}\cdots \;dx_{n}}.
Кратний інтеграл — це саме визначений інтеграл, під час його обчислення завжди виходить число.
Окремі випадки багатократного інтеграла це:
- подвійний інтеграл:
{\displaystyle \int \int f(x,y)\;dx\;dy}
- потрійний інтеграл:
{\displaystyle \int \int \int f(x,y,z)\;dx\;dy\;dz}

Для геометричної інтерпретації розглянемо випадок {\displaystyle n=2}. Нехай функція {\displaystyle f\left(x,y\right)} приймає в області {\displaystyle D} тільки додатні значення. Тоді подвійний інтеграл {\displaystyle \iint \limits _{D}{f\left(x,y\right)d\sigma }} чисельно дорівнює об'єму {\displaystyle V} вертикального циліндрового тіла, побудованого на основі {\displaystyle D} і обмеженого зверху відповідним шматком поверхні {\displaystyle z=f\left(x,y\right)}.
Головним методом для розрахунку кратного інтеграла є зведення кратного інтеграла до повторних.
Хай {\displaystyle D\subset {{\mathbb {R} }^{d-1}}} — вимірна множина, {\displaystyle G=\left\{\left({{x}_{1}},\ldots ,{{x}_{d}}\right):\left({{x}_{1}},\ldots ,{{x}_{d-1}}\right)\in D;\varphi \left({{x}_{1}},\ldots ,{{x}_{d-1}}\right)\leq {{x}_{d}}\leq \psi \left({{x}_{1}},\ldots ,{{x}_{d-1}}\right)\right\}} — також вимірна множина, {\displaystyle f\left(X\right)} визначена й інтегрована на {\displaystyle G}. Тоді
{\displaystyle \int \limits _{G}{f\left({{x}_{1}},\ldots ,{{x}_{d}}\right)d{{x}_{1}}\ldots d{{x}_{d}}}=\int \limits _{D}{\left[\int \limits _{\varphi \left({{x}_{1}},\ldots ,{{x}_{d-1}}\right)}^{\psi \left({{x}_{1}},\ldots ,{{x}_{d-1}}\right)}{f\left({{x}_{1}},\ldots ,{{x}_{d}}\right)d{{x}_{d}}}\right]d{{x}_{1}}\ldots d{{x}_{d-1}}}}.
Будь-який d-вимірний інтеграл можна звести до d одномірних.

## Ширші узагальнення

### Інтеграл Лебега
Інтеграл Лебега — це узагальнення інтеграла Рімана на ширший клас функцій. Всі функції, визначені на скінченному відрізку числової прямої та інтегровні за Ріманом, є також інтегровні за Лебегом, водночас в такому разі, обидва інтеграли однакові. Однак, існує великий клас функцій, визначених на відрізку й інтегровних за Лебегом, але не інтегровних за Ріманом. Також, інтеграл Лебега може застосовуватися до функцій, заданих на довільних множинах.
Задум побудови інтеграла Лебега полягає в тому, що замість розбиття області визначення підінтегральної функції на частини і написання потім інтегральної суми зі значень функції на цих частинах, на інтервали розбивають її область значень, а потім сумують з відповідними мірами, міри прообразів цих інтервалів. Важливо зазначити, що побудова інтеграла Лебега спирається на теорію міри Лебега.
Як узвичаєний приклад, розглянемо функцію Діріхле {\displaystyle f(x)\equiv \mathbf {1} _{\mathbb {Q} _{[0,1]}}(x)}, задану на {\displaystyle ([0,1],{\mathcal {B}}([0,1]),m)}, де {\displaystyle {\mathcal {B}}([0,1])} — борелівська σ-алгебра на {\displaystyle [0,1]}, а {\displaystyle m} — міра Лебега. Ця функція прибирає значення {\displaystyle 1} в раціональних точках і {\displaystyle 0} в ірраціональних. Легко побачити, що {\displaystyle f} не інтегровна в сенсі Рімана. Однак, вона є простою функцією на просторі зі скінченною мірою, бо приймає тільки два значення, а тому її інтеграл Лебега визначений і дорівнює:
{\displaystyle \int \limits _{[0,1]}f(x)\,m(dx)=1\cdot m(\mathbb {Q} _{[0,1]})+0\cdot m([0,1]\setminus \mathbb {Q} _{[0,1]})=1\cdot 0+0\cdot 1=0.}
Дійсно, міра відрізка {\displaystyle [0,1]} дорівнює 1, і оскільки множина раціональних чисел зліченна, то його міра дорівнює 0, отже міра ірраціональних чисел дорівнює {\displaystyle 1-0=1}.

### Інтеграл Даніелла
Одне з основних ускладнень у використанні відомого інтеграла Лебега полягає в тому, що його застосування вимагає попередньої розробки відповідної теорії міри.
Існує інший підхід, викладений Даніеллем у 1918 році в його статті «Загальний вигляд інтеграла» («Annals of Mathematics», 19, 279), що не має цього недоліку і що має значні переваги під час узагальнення на простори вищих розмірностей і подальших узагальненнях (наприклад, у формі інтеграла Стілтьєса).
Основний задум полягає в аксіоматизуванні поняття інтеграла. Розглянемо сімейство {\displaystyle H} обмежених дійснозначних функцій (названих елементарними функціями), визначених на множині {\displaystyle X}, що задовольняє таким аксіомам:
1. {\displaystyle H} — лінійний простір зі звичайними операціями додавання і скалярного множення.
2. {\displaystyle h(x)\in H\Rightarrow |h(x)|\in H}: якщо функція належить {\displaystyle H}, то її модуль також належить {\displaystyle H}
Крім того, на просторі елементарних функцій визначається додатно визначений неперервний лінійний функціонал {\displaystyle I}, названий елементарним інтегралом.
1. Лінійність: якщо h і k обидва належать H, і {\displaystyle \alpha }, {\displaystyle \beta } — довільні дійсні числа, тоді {\displaystyle I(\alpha h+\beta k)=\alpha Ih+\beta Ik}.
2. Невід'ємність: якщо {\displaystyle h(x)\geq 0}, тоді {\displaystyle Ih\geq 0}.
3. Неперервність: якщо {\displaystyle h_{n}(x)} незростаюча послідовність (тобто {\displaystyle h_{1}\geq \cdots \geq h_{k}\geq \cdots }) функцій з {\displaystyle H}, які збігаються до нуля для всіх {\displaystyle x} в {\displaystyle X}, тоді {\displaystyle Ih_{n}\to 0}.

Така побудова узагальненого інтеграла має деякі переваги перед методом Лебега, особливо у функціональному аналізі. Конструкції Лебега і Даніелла еквівалентні, якщо розглядати як елементарні східчасті функції, проте під час узагальнення поняття інтеграла на складніші об'єкти (наприклад, лінійні функціонали) виникають істотні складнощі в побудові інтеграла за Лебегом. За Даніеллем, інтеграл будується простіше.